# Jüdische Gemeinde Diedelsheim
Die Anfänge der Jüdischen Gemeinde in Diedelsheim, einem Stadtteil von Bretten im Landkreis Karlsruhe in Baden-Württemberg, gehen bis ins 16. Jahrhundert zurück. Am 11. März 1920 wurde die jüdische Gemeinde offiziell aufgelöst.

## Geschichte
Im Ort Diedelsheim werden erstmals 1548 Juden genannt. Bis Anfang des 19. Jahrhunderts wohnten die jüdischen Familien vor allem im Judengäßle (heute Brühlstraße). Hier befand sich auch das jüdische Gasthaus Zum Lamm. Die höchste Zahl jüdischer Einwohner wurde 1864 mit 118 Personen erreicht. Infolge der seit 1870 einsetzenden Landflucht wurde die jüdische Gemeinde 1920 offiziell aufgelöst und die verbliebenen Mitglieder der jüdischen Gemeinde Bretten zugewiesen. Die jüdische Gemeinde Diedelsheim hatte seit 1827 dem Bezirksrabbinat Bretten angehört. Sie bestattete ihre Toten auf dem jüdischen Friedhof in Obergrombach.
Die jüdische Gemeinde besaß eine Synagoge, eine Religionsschule und ein rituelles Bad (Mikwe) im Synagogengebäude. Zeitweise war ein Religionslehrer angestellt, der zugleich als Vorbeter und Schochet tätig war. Die jüdischen Familien lebten vom Handel mit Vieh, Landesprodukten und Waren aller Art.

## Synagoge
Anfänglich war vermutlich nur ein Betsaal vorhanden, der in einem der jüdischen Häuser eingerichtet war. Am 27. Februar 1807 kauften Samuel und Levi Moses von Christian Hurst zum Betrag von 520 Gulden das alte Schildwirtshaus Zum Waldhorn und die jüdische Gemeinde richtete darin 1822 eine Synagoge und ein rituelles Bad ein.
Nach der Auflösung der jüdischen Gemeinde wurde das Gebäude Schwandorfstraße 13 (früher Hauptstraße 7) am 15. April 1920 bei der Versteigerung von der Gemeinde Diedelsheim gekauft. Diese richtete darin ein Volksbad ein. An Stelle des öffentlichen Wannenbades wurde nach 1945 eine Werkstatt eingerichtet. Nachdem das Gebäude lange leergestanden hatte, wurde es 2010 an den Besitzer des gegenüberliegenden Gasthauses verkauft, der es abbrechen ließ und auf dem Grundstück einen Parkplatz anlegte.

## Nationalsozialistische Verfolgung
Das Gedenkbuch des Bundesarchivs verzeichnet 14 in Diedelsheim geborene Bürger, die dem Völkermord des nationalsozialistischen Regimes zum Opfer fielen.

## Gemeindeentwicklung
| Jahr | Anzahl       |
| ---- | ------------ |
| 1751 | 20 Familien  |
| 1809 | 70 Personen  |
| 1825 | 89 Personen  |
| 1850 | 112 Personen |
| 1864 | 118 Personen |
| 1875 | 78 Personen  |
| 1887 | 65 Personen  |
| 1890 | 36 Personen  |
| 1900 | 32 Personen  |
| 1925 | 9 Personen   |